# Roigheim
Roigheim (phát âm tiếng Đức: [ˈʁɔʏk.haɪm] ⓘ) là một đô thị nằm ở huyện Heilbronn, bang Baden-Württemberg, tây nam nước Đức. Nằm bên bờ sông Seckach, nơi đây có dân số khoảng 1,400 người.

## Thư viện ảnh

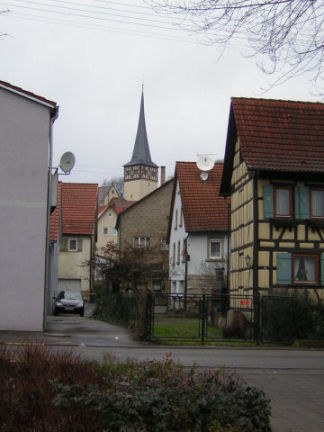
Nhà thờ
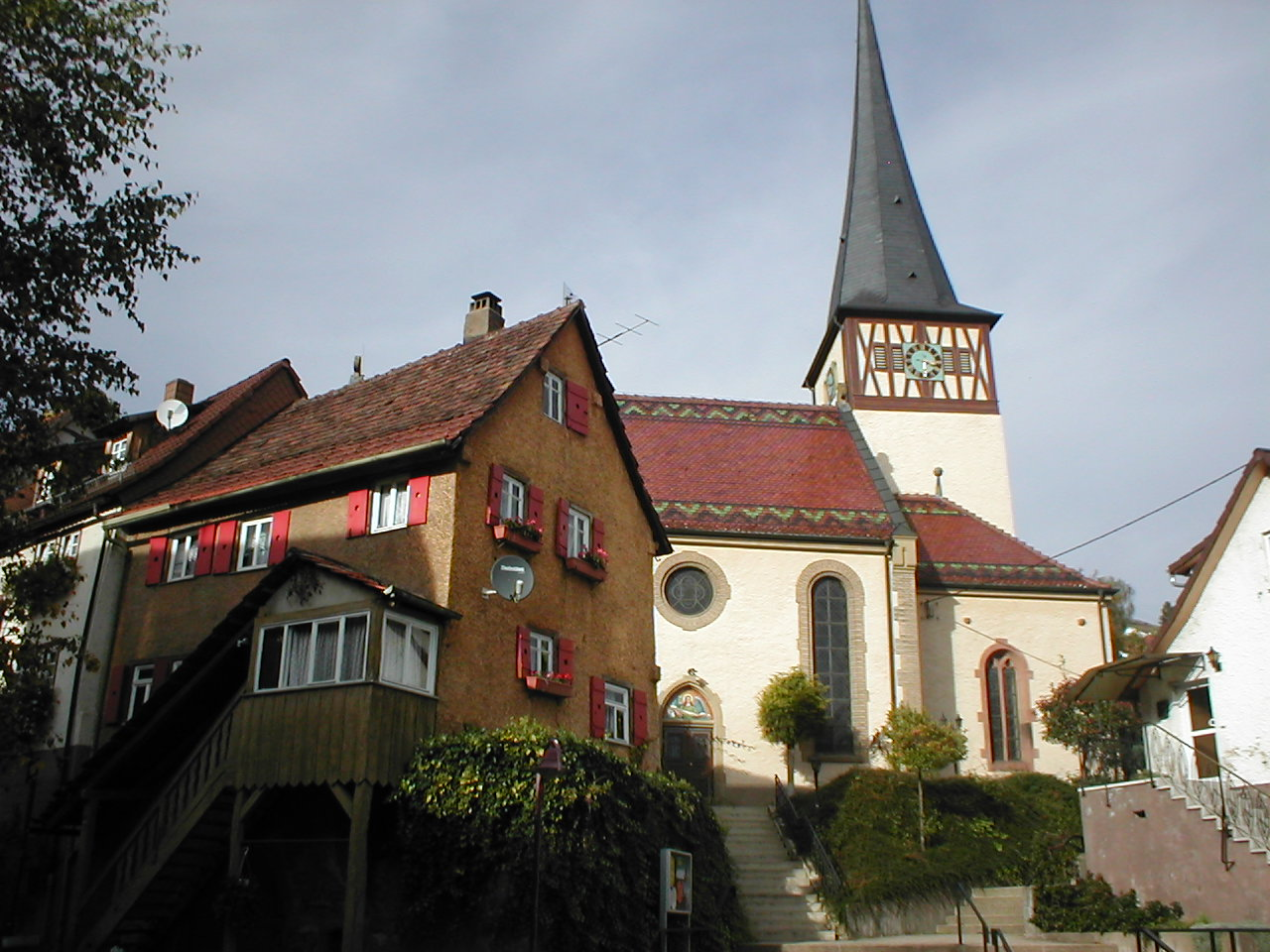
Nhà thờ Tin lành, xây dựng năm 1902
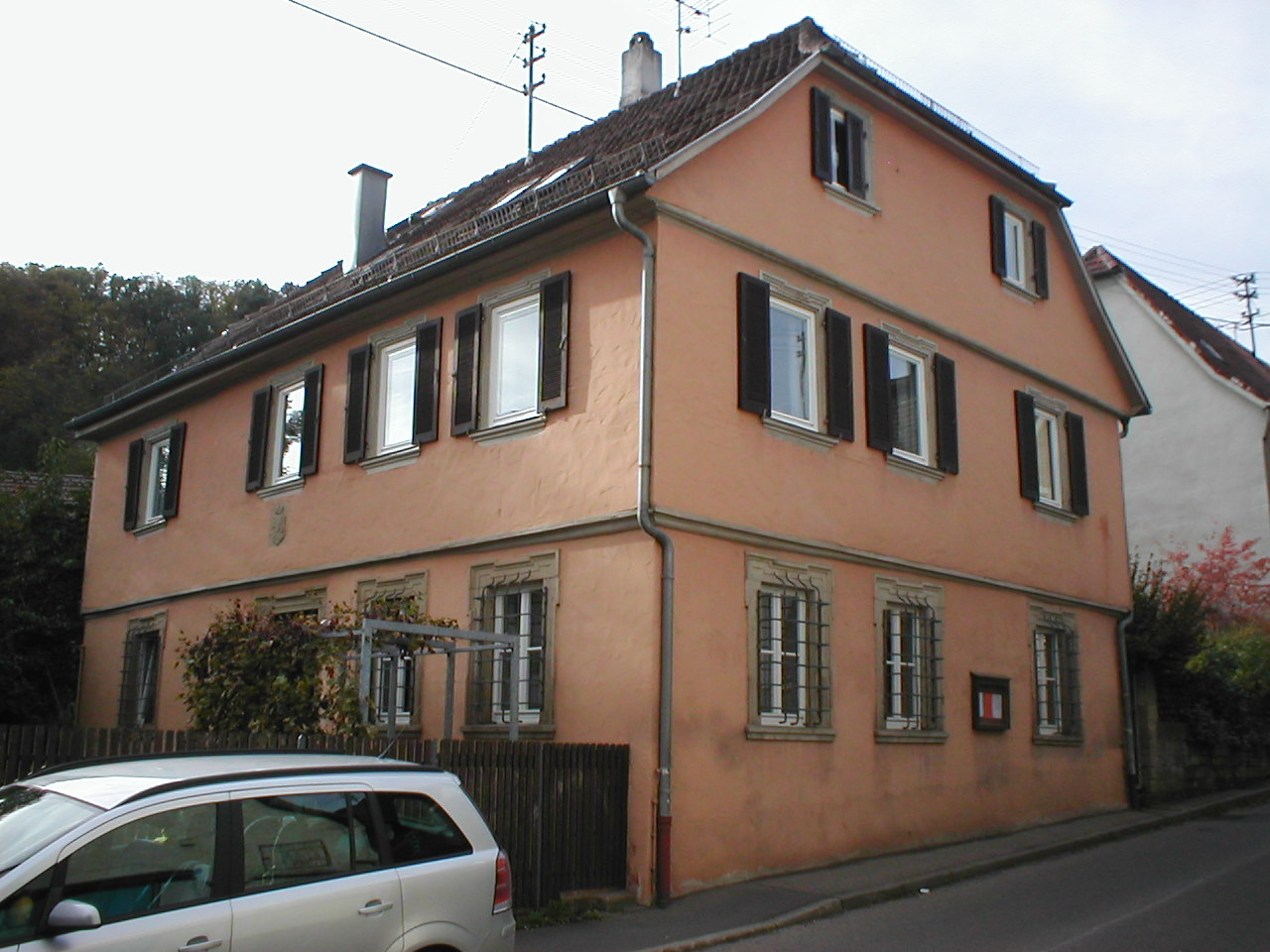
Nhà tăng lữ, xây dựng năm 1722
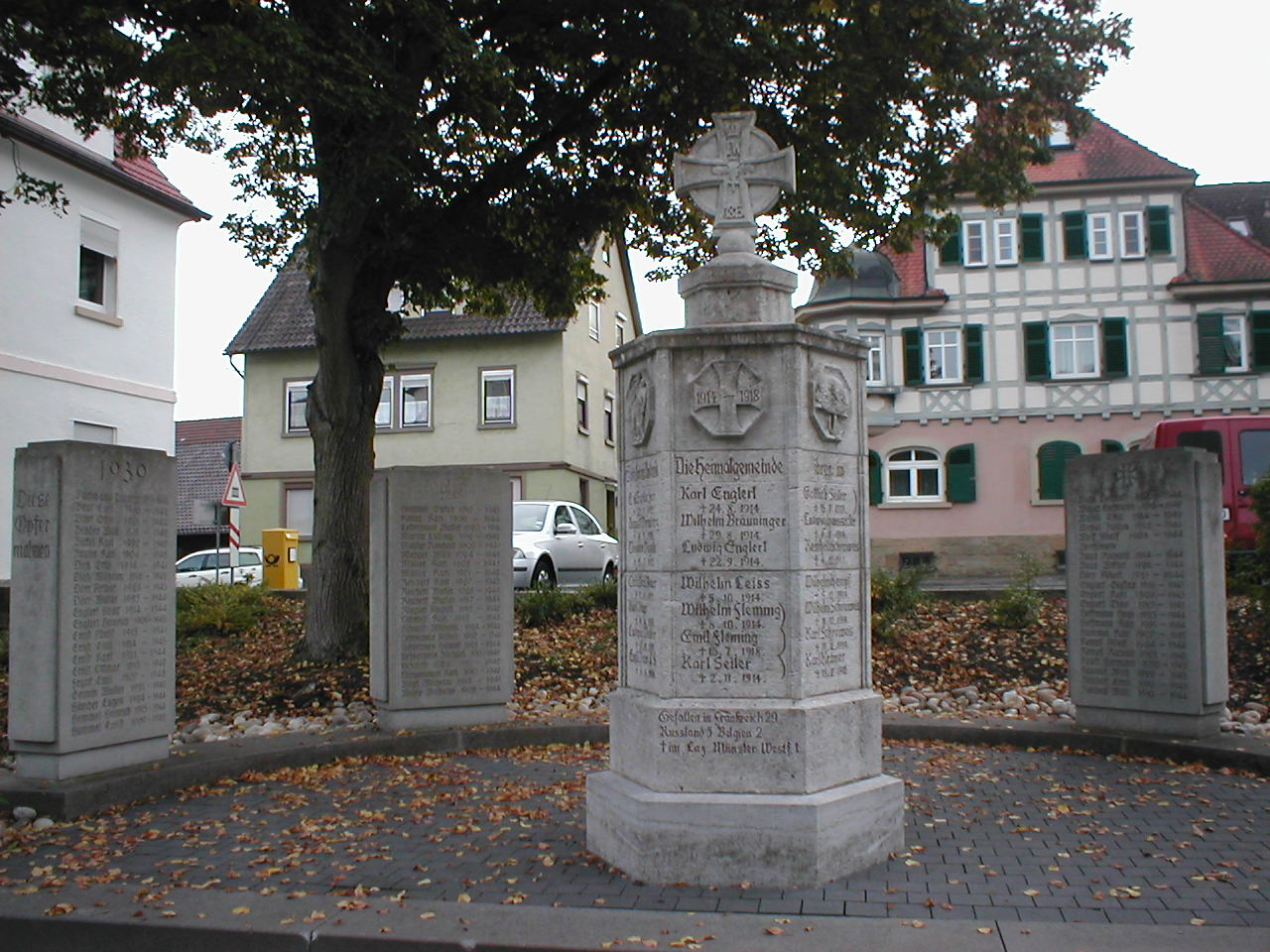
Đài tưởng niệm chiến tranh, gần tòa thị chính
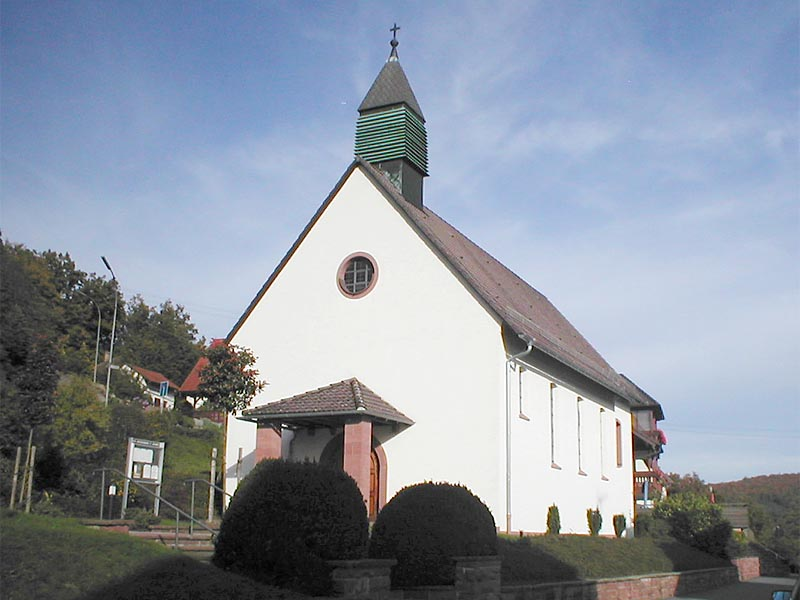
Nhà nguyện Công giáo St. Johannes